# Al Quwwāt Al Musallahat Al Miṣriyya
Le Forze armate egiziane (arabo: القوات المسلحة المصرية; Al Quwwāt Al Musallahat Al Miṣriyya) costituiscono la più numerosa fra le componenti armate regolari di uno Stato, sia in Africa, sia nel Vicino Oriente. Esse sono composte dall'Esercito (al-Quwwāt al-Barriyya al-Miṣriyya), dalla Marina militare (al-Quwwāt al-Baḥriyya al-Miṣriyya), dall'Aeronautica militare (al-Quwwāt al-Jawwiyya al-Miṣriyya) e dal Comando di difesa aerea egiziano (Quwwāt al-Difāʿ al-Jawwī).
Oltre a ciò, l'Egitto vanta una numerosa componente armata paramilitare. Le Forze centrali di sicurezza (Quwwāt al-Amn al-Markazī) sono poste sotto il controllo del ministro degli Interni. Le Guardie di confine egiziane (Haras al-ḥudūd al-Miṣrī) e la Guardia Nazionale (al-Haras al-Waṭanī), ricade sotto il controllo del ministro della Difesa.

## Composizione
Il comandante in capo delle Forze armate è il Colonnello Generale Abdel Majid Saqr e il Capo di Stato maggiore è il Tenente Generale Ahmed Fathi Khalifa.
Le dotazioni delle Forze armate includono equipaggiamenti provenienti da diversi Paesi del mondo: quelli provenienti dall'ormai dissolta Unione Sovietica sono stati progressivamente sostituiti da quelli di produzione statunitense, francese e britanniche, una parte significativa delle quali è prodotta su licenza nello stesso Egitto, come il carroarmato statunitense M1 Abrams.
Per garantire stabilità al Paese e mantenere una linea moderata a livello di politica estera regionale, l'Egitto dispone che sia fornita assistenza e addestramento militare a un certo numero di Paesi africani e arabi. L'Egitto è un forte partner militare e strategico e partecipa per questo al Dialogo Mediterraneo voluto dalla NATO. La forza militare egiziana è una delle più forti della regione vicino-orientale, e garantisce una chiara supremazia all'Egitto, sull'intero continente africano. L'Egitto è uno dei pochi Paesi vicino-orientali e l'unico Stato arabo a fruire di un sistema di riconoscimento satellitare e ha curato la messa in orbita di un secondo satellite militare nel 2007.
Le Forze armate godono di grande potere e indipendenza all'interno dello Stato egiziano, grazie ai continui privilegi assicurati loro dai vari Presidenti della Repubblica, tutti di estrazione militare (salvo Mohamed Morsi). Esercitano la loro determinante influenza negli affari, impegnandosi nella costruzione di strade e abitazioni, nella produzione di beni di consumo, gestione di villaggi-vacanze, e di ampie quote di beni immobili. Numerose informazioni militari non sono rese di pubblico dominio, inclusi i bilanci, i nomi dei generali e le residenze dei militari (che sono considerate segreto di Stato). Secondo il giornalista statunitense Joshua Hammer, "almeno il 40% dell'economia egiziana" è controllato dall'apparato militare egiziano, sì da rendere ancora valido il giudizio di Anouar Abdel-Malek sull'Egitto come "società militare".
Nel gennaio 2011, una delegazione guidata dal Capo di Stato Maggiore, Ten. Gen. Sāmī Ḥāfiẓ ʿInān, si recò a Washington, sebbene la visita fosse poi interrotta a causa dell'esplodere delle proteste in patria. Le sessioni di lavoro, un coordinamento annuale militare tra i due Paesi, vedevano da parte statunitense la presenza del sotto Segretario alla Difesa per gli Affari di Sicurezza Internazionale, Alexander Vershbow. un incontro con l'Ammiraglio Mike Mullen, presidente dello Stato maggiore congiunto statunitense, e altri colloqui erano stati pianificati fino al 2 febbraio. Tuttavia, alla luce di quanto accadeva in Egitto, la delegazione egiziana lasciò Washington per tornare in patria. Prima della partenza di venerdì notte, Vershbow chiese alla ventina di rappresentanti della folta delegazione militare egiziana, di "esercitare 'moderazione'".

## Divise
L'esercito egiziano utilizza un abito cerimoniale in stile britannico, con mimetizzazione desertica implementata nel 2012. L'identificazione tra i diversi rami dell'esercito egiziano dipendeva dalle insegne sulla spalla superiore sinistra dell'uniforme e anche dal colore del berretto.
Le unità Aviotrasportata, Thunderbolt e Guardie della Repubblica utilizzano ciascuna le proprie uniformi mimetizzate.

### Tuta mimetica
| Egyptian Army Thunderbolt camouflage uniform | Egyptian Army Thunderbolt camouflage uniform | Egyptian Army Thunderbolt camouflage uniform | Egyptian Republican Guard camouflage uniform |
| Esercito                                     | Aviotrasportata                              | Thunderbolt                                  | Guardie della Repubblica                     |
| -------------------------------------------- | -------------------------------------------- | -------------------------------------------- | -------------------------------------------- |